# Adventure Isle

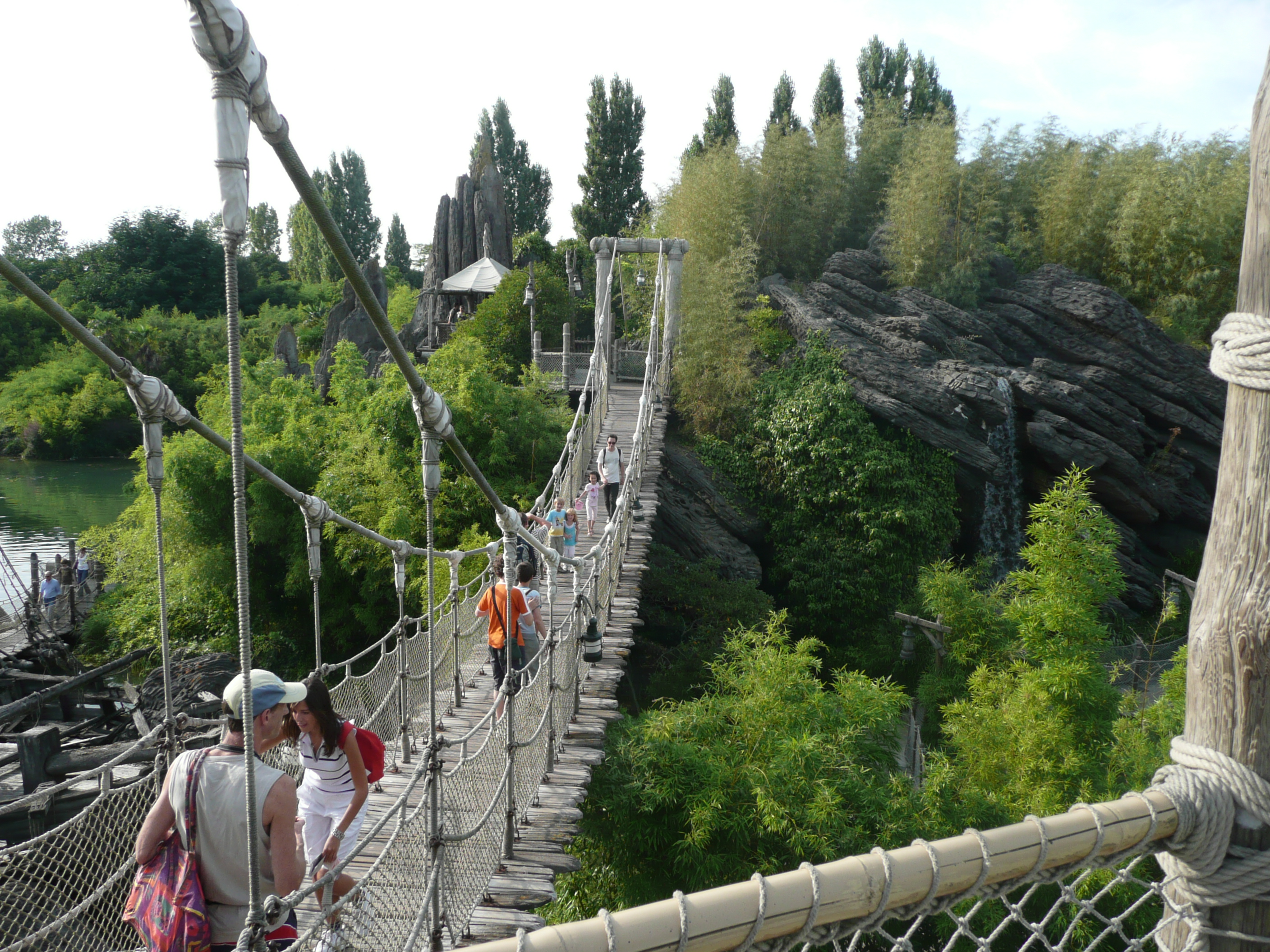
Ponte tibetano dell'isola

Adventure Isle è un'isola artificiale nell'area Adventureland del Disneyland Park, a Disneyland Paris. Costituisce una vera e propria attrazione di tipologia walkthrough.

## Storia
Nella progettazione del parco, la Walt Disney Imagineering decise che un'isola sarebbe stata al centro dell'area tematica allo stesso modo nel quale Big Thunder Mountain Railroad era già fulcro di Frontierland.
L'isola è stata aperta assieme al Disneyland Park stesso, la mattina del 12 aprile 1992.

## Descrizione

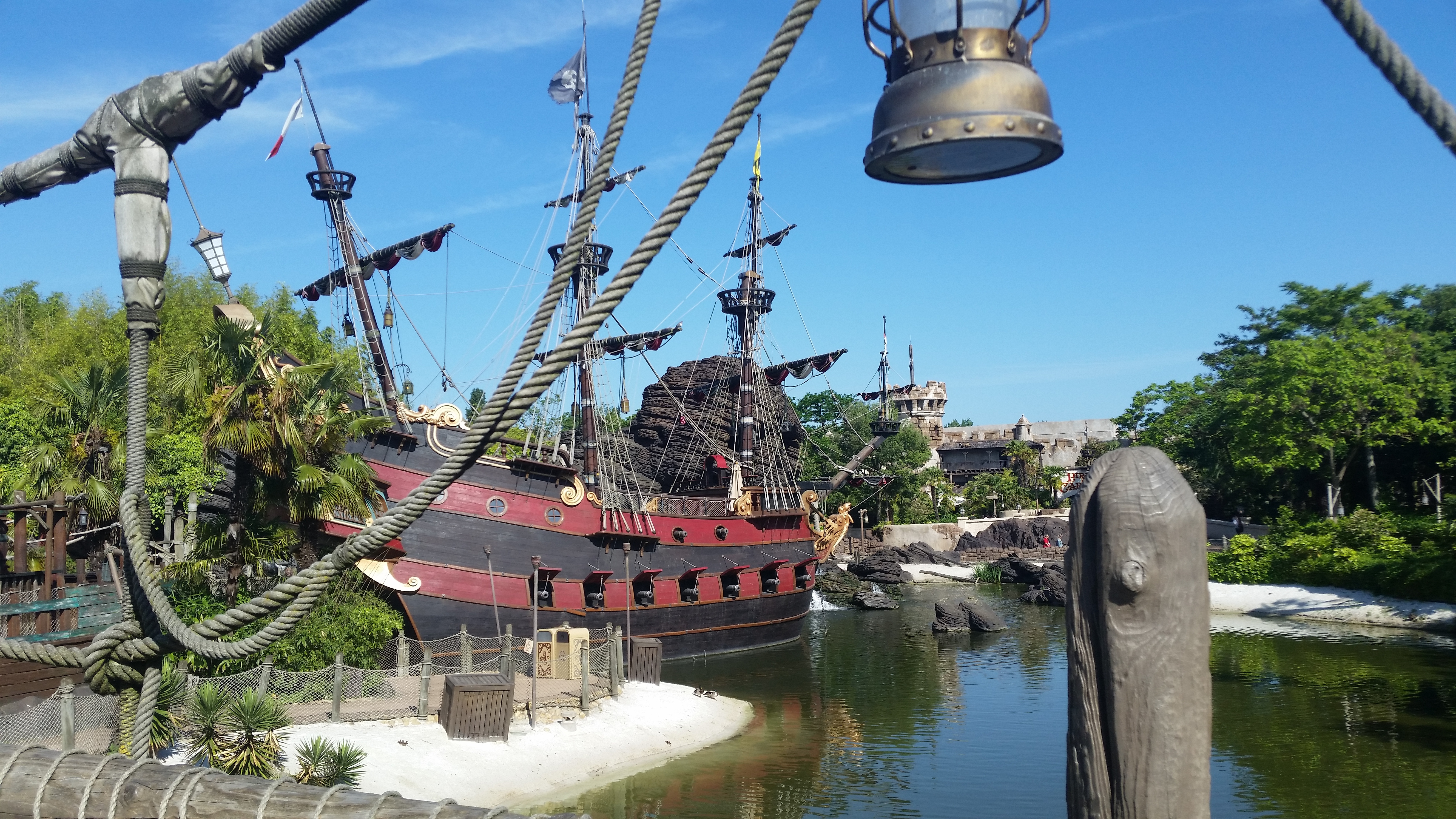
Baia dell'isola (da sinistra a destra: la nave pirata Jolly Roger di Capitan Uncino, la Skull Rock e l'attrazione Pirates of the Caribbean).

L'isola si trova, come accennato, nella parte centrale di Adventureland, circondata dalle attrazioni Indiana Jones et le Temple du Péril, Pirates of the Caribbean e l'altro walkthrough Adventureland Bazaar.
Di estetica tropicale e caraibica, l'isola di fatto consiste in due isole più piccole (l'una di lingua francese, l'altra di lingua inglese), attraversate da intersecati ponti (inclusi pontili e strade di tronchi), sentieri e caverne. Quand'è buio, l'illuminazione è data da lanterne e finte lampade a cherosene.
L'isola si compone parzialmente di specifici ambienti, quali:
- La Mer des Bretteurs ("Il Mare degli Spadaccini"). Le acque separanti l'isola dalla "terraferma".
- La Cabane des Robinson ("La Capanna dei Robinson"). Un'articolata casa sull'albero (quest'ultimo la pianta monumentale chiamata Disneyodendron) costruita nella finzione dalla famiglia Robinson.
- Le Ventre de la Terre ("Il Ventre della Terra"). Labirinto cavernicolo sottostante l'albero dei Robinson, da questi impiegato per la conservazione degli alimenti accumulati.
- L'Épave ("Il Relitto"). I resti dell'imbarcazione che ha portato la famiglia Robinson all'isola.
- Ben Gunn's Cave ("La Caverna di Ben Gunn"). Altro "labirinto" di caverne, situato sull'altra sotto-isola rispetto ai Robinson. È ispirata al lungometraggio Disney del 1950 L'isola del tesoro.
- Skull Rock ("Roccia del Teschio"). Un'imponente roccia a forma di teschio, direttamente collegata alla Ben Gunn's Cave. Dal classico Disney del 1953 Le avventure di Peter Pan.
- Captain Hook's Pirate Ship ("Nave Pirata di Capitan Uncino"). La nave pirata Jolly Roger di Capitan Uncino, davanti alla Skull Rock (nella baia).
- La Plage des Pirates ("La Spiaggia dei Pirati"). Un parco giochi per i più piccoli, richiamante la spiaggia.

Oltre al galeone di Capitan Uncino, sulle acque dell'isola si trova l'imbarcazione di Geppetto, presenza dovuta ad un'apposita continuità suggerita fra Adventureland e l'attigua altra area Fantasyland (dove all'imbarcazione corrisponde per vicinanza l'attrazione Les Voyages de Pinocchio; già Skull Rock e la Jolly Roger richiamano similmente l'a sua volta attigua Peter Pan's Flight).